# Appaleptoneta jonesi
Espèce
Synonymes
- Leptoneta jonesi Gertsch, 1974

Appaleptoneta jonesi est une espèce d'araignées aranéomorphes de la famille des Leptonetidae.

## Distribution
Cette espèce est endémique d'Alabama aux États-Unis. Elle se rencontre dans la grotte Crystal Caverns dans le comté de Jefferson.

## Description
Le mâle holotype mesure 1,55 mm et la femelle paratype 1,7 mm .

## Étymologie
Cette espèce est nommée en l'honneur de Walter B. Jones.

## Publication originale
- Gertsch, 1974 : The spider family Leptonetidae in North America. Journal of Arachnology, vol. 1, no 3, p. 145-203 (texte original).